# Агрегування
Агрегува́ння — поєднання окремих одиниць або даних в одну одиницю або декілька одиниць. Наприклад, усі ціни окремих товарів і послуг об'єднують у загальний рівень цін або всі одиниці продукції поєднують у справжній валовий внутрішній продукт.
Агрегація ринку — об'єднання всіх складових ринку в єдине ціле і на підставі цього — виробництво нового товару, розроблення єдиної стратегії маркетингу.

## Агрегування в макроекономіці
Макроекономіка - це агрегована економіка, яка орудує агрегатами.
Агрегування - спосіб утворення і дослідження макроекономічних показників, процесів, явищ на основі відповідних мікроекономічних даних.
Агрегування розглядається як особливий метод макроекономіки. За допомогою агрегування, формуються макроекономічні суб`єкти, показники, ринки.

### Агрегування суб`єктів
В мікроекономіці вивчається поведінка двох основних економічних суб`єктів - домогосподарства (споживач благ) і фірми (виробник благ). Шляхом агрегування в макроекономіці з них утворюються, відповідно, сектор домогосподарств (споживчий сектор) і сектор фірм (виробничий сектор).
Сектор домогосподарств формується шляхом умовного об`єднання усіх домогосподарств економіки, а сектор фірм - усіх підприємств.
Тобто задля макроекономічного аналізу, ми отримуємо агрегованого споживача благ (сектор домогосподарств) і агрегованого виробника благ (сектор фірм).
Також агрегованими суб'єктами макроекономіки, постають державний сектор (агрегат всіх центральних і місцевих органів влади) і закордонний сектор (агрегат усіх закордонних економік).
Завдяки використанню способу агрегування, з`являється нова якість аналізу, яка, власне, й дозволяє говорити про макроекономічний аналіз.

### Агрегування показників
Макроекономічні показники - економічні агреговані показники, які утворюються на основі відповідних мікроекономічних.
Наприклад, якщо мікроекономіка оперує показником "випуск фірми" (обсяг виробленої фірмою продукції за певний період), то для цілей макроекономічного аналізу використовують складений з випусків усіх фірм (сектору фірм) агрегований випуск. Найбільш використовуваний показник агрегованого (валового) випуску - обсяг ВВП (валового внутрішнього продукту) за певний період.
Слід зазначити, що для отримання показника ВВП - не просте складання випуску усіх фірм (сектору фірм) економіки. Для його розрахунку використовують певні методики (див. Методи розрахунку ВВП).
Мікроекономічний показник "ціна товару" агрегується у макроекономічний показник "рівень цін" ("рівень інфляції") також за певними методиками.

### Макроекономічні ринки
Мікроекономічні показники "ринковий попит" і "ринкова пропозиція" агрегуються у макроекономічні "сукупний попит" і "сукупна пропозиція".
Навчальний курс макроекономіки розглядає такі основні ринки (ринки, присутні в моделі кругових потоків):
1. Усі споживчі ринки агрегуються у ринок благ (ринок товарів і послуг).
2. Усі ресурсні ринки агрегуються у ринок ресурсів.
3. Усі ринки позичкових коштів і кредитів агрегуються у фінансові ринки, на яких купуються й продаються заощадження та інвестиції.

Крім того, в навчальних макроекономічних моделях розглядаються такі агреговані ринки:
1. Грошовий ринок.
2. Валютний ринок.
3. Окремі ресурсні ринки (наприклад, ринок капіталу).

### Агрегування грошової маси
Грошова маса агрегується за ступенем ліквідності:
М0 - найбільш ліквідний грошовий агрегат, або гроші з абсолютною ліквідністю - готівка;
М1 = М0 + залишки грошових коштів на поточних та ощадних рахунках у національній валюті (депозити до запитання);
М2 = М1 + залишки грошових коштів на банківських строкових рахунках у національній валюті та валютні кошти (у тому числі — на рахунках капітальних вкладень та інших спеціальних рахунках);
М3 = М2 + кошти клієнтів за трастовими операціями банків та цінні папери власного боргу банків.

### Агрегування у хімії
- У фізичній хімії — об’єднання окремих молекулярних частинок внаслідок різного типу взаємодій, в результаті чого утворюється нова фаза (рідка або тверда).
- У колоїдній хімії — об’єднання окремих молекулярних чи колоїдних частинок у більші скупчення, що звичайно приводить до зниження стабільності колоїдного розчину.

Крім того, розрізняють агрегування ортокінетичне та агрегування перикінетичне.